# 藍野大学
藍野大学（あいのだいがく、英語: Aino University）は、大阪府茨木市東太田4-5-4に本部を置く日本の私立大学。2004年創立、2004年大学設置。

## 沿革
（この節の出典）
- 1965年
  - 4月 藍野病院を開院
  - 12月 医療法人恒昭会を設立
- 1968年 医療法人恒昭会藍野病院附属准看護学院を開校
- 1975年 医療法人恒昭会藍野病院附属高等看護学院を開校
- 1979年 学校法人藍野学院を設立。藍野看護専門学校を認可
- 1983年 藍野看護専門学校を藍野医療技術専門学校と改称
- 1985年 藍野学院短期大学を開学
- 1993年 藍野学院短期大学に専攻科を開設
- 1996年 滋賀医療技術専門学校を開校
- 2004年 藍野大学を開学（医療保健学部看護学科、理学療法学科、作業療法学科）
- 2007年 藍野学院短期大学附属藍野高等学校を開校。藍野学院短期大学に第二看護学科を開設
- 2010年 藍野大学医療保健学部に臨床工学科を開設
- 2012年 藍野医療福祉専門学校を廃校。藍野学院短期大学を藍野大学短期大学部に改称。藍野学院短期大学附属藍野高等学校を藍野高等学校に改称
- 2015年 藍野大学大学院を開設（看護学研究科）
- 2017年 株式会社藍野大学事業部を設立。法人名称を学校法人藍野学院から学校法人藍野大学に改称
- 2020年 兄弟大学としてびわこリハビリテーション専門職大学開学
- 2021年 滋賀医療技術専門学校廃校を廃校
- 2022年 明浄学院高等学校を設置（学校法人大阪観光大学より設置者変更）
- 2023年 藍野高等学校を廃校
- 2024年 大学院健康科学研究科を開設。看護学部 看護学科 および 医療保健学部 健康科学科の設置を構想
- 2025年 健康科学科設置（予定）[2]。医療保健学部看護学科を看護学部看護学科へ改組予定[3]。

## 組織構成

### 学部
- 医療保健学部
  - 看護学科　（2025年度以降看護学部へ移行予定）
  - 理学療法学科
  - 作業療法学科
  - 臨床工学科
  - 健康科学科　（2025年設置予定[2]）
- 看護学部　（2025年設置予定[3]）
  - 看護学科

### 研究科[4][5]
- 看護学研究科（修士課程）
  - 看護学専攻（定員6名）
    - 実践看護分野（成育看護学領域、高齢者看護学領域、精神看護学領域、災害看護学領域）
    - 看護マネジメント分野（地域保健看護学領域、看護管理学領域、感染管理学領域）
- 健康科学研究科（修士課程）
  - 健康科学専攻（定員6名）
    - 認知健康科学領域Ⅰ
    - 認知健康科学領域Ⅱ
    - 身体健康科学領域Ⅰ
    - 身体健康科学領域Ⅱ

## 大学関係者
- 理事長　山本嘉人
- 初代学長　高橋清久
- 第2代学長　毛利平
- 第3代学長　大澤仲昭
- 第4代学長　武田雅俊
- 第5代学長　菅田勝也
- 第6代学長　佐々木惠雲

### 出身者
- 三野草太 - プロサッカー選手

## 対外関係

### 高大連携[6]
- 大阪府立千里青雲高等学校
- 滋賀県立八幡高等学校
- 大阪府立汎愛高等学校
- 追手門学院高等学校
- 樟蔭高等学校
- 大谷高等学校
- 明浄学院高等学校

### 市町村との連携
- 茨木市と包括的連携協定、福祉避難所協定[7]

## 交通アクセス
- JR京都線「摂津富田駅」より徒歩約20分[8]。
- 阪急京都本線「富田駅」より徒歩約25分[8]。